# Panola County (Mississippi)
Das Panola County ist ein County im US-Bundesstaat Mississippi. Das U.S. Census Bureau hat bei der Volkszählung 2020 eine Einwohnerzahl von 33.208 ermittelt.
Die Verwaltungssitze (County Seat) sind Batesville und Sardis. Damit gehört das Panola County zu den zehn Countys in Mississippi, die zwei County-Verwaltungen haben.

## Geographie
Das County liegt im Nordwesten von Mississippi, ist im Norden etwa 45 km von Tennessee, im Westen etwa 40 km von Arkansas sowie dem Mississippi entfernt und hat eine Fläche von 1826 Quadratkilometern, wovon 54 Quadratkilometer Wasserfläche sind. Es grenzt an folgende Countys:
| Tunica County       | Tate County |                  |
| Quitman County      |             | Lafayette County |
| Tallahatchie County |             | Yalobusha County |

## Geschichte
Panola County wurde am 9. Februar 1836 aus Land der Chickasaw gebildet. Benannt wurde es nach dem indianischen Ausdruck für Wolle.
28 Bauwerke und Stätten des Countys sind im National Register of Historic Places eingetragen (Stand 2. Februar 2018).

## Demografische Daten

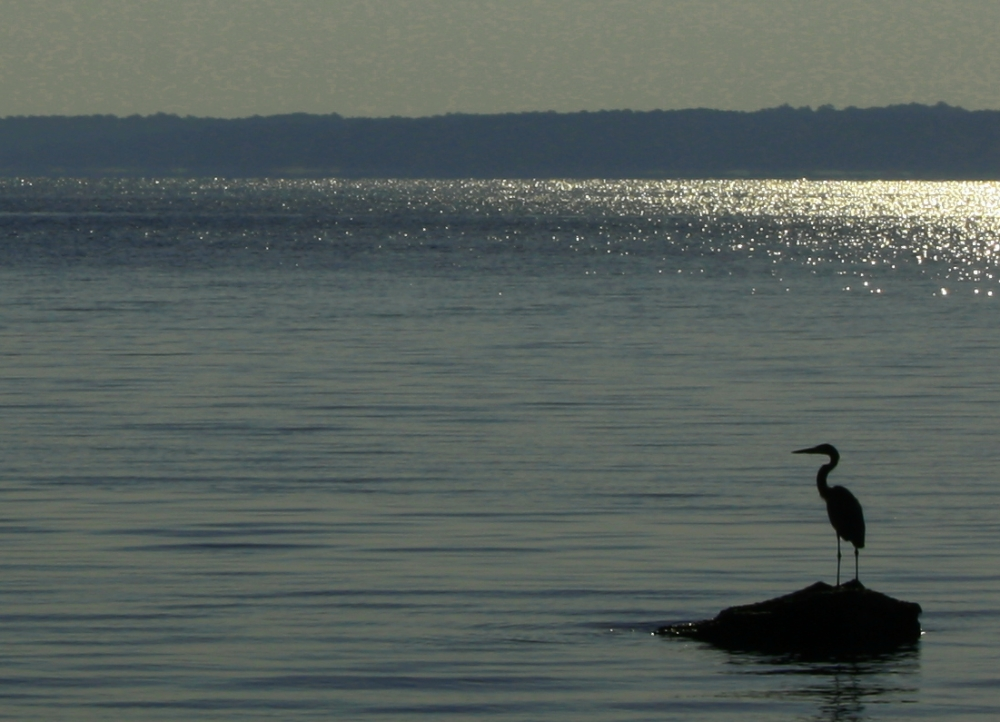
Der Sardis Lake

Alterspyramide des Panola Countys (Stand: 2000)

Nach der Volkszählung im Jahr 2000 lebten im Panola County 34.274 Menschen in 12.232 Haushalten und 9.014 Familien. Die Bevölkerungsdichte betrug 19 Personen pro Quadratkilometer. Ethnisch betrachtet setzte sich die Bevölkerung zusammen aus 50,48 Prozent Weißen, 48,36 Prozent Afroamerikanern, 0,16 Prozent amerikanischen Ureinwohnern, 0,18 Prozent Asiaten, 0,01 Prozent Bewohnern aus dem pazifischen Inselraum und 0,41 Prozent aus anderen ethnischen Gruppen; 0,39 Prozent stammten von zwei oder mehr Ethnien ab. 1,12 Prozent der Bevölkerung waren spanischer oder lateinamerikanischer Abstammung, die verschiedenen der genannten Gruppen angehörten.
Von den 12.232 Haushalten hatten 36,1 Prozent Kinder unter 18 Jahren, die mit ihnen lebten. 48,9 Prozent waren verheiratete, zusammenlebende Paare, 19,9 Prozent waren allein erziehende Mütter und 26,3 Prozent waren keine Familien. 23,2 Prozent aller Haushalte waren Singlehaushalte und in 10,1 Prozent lebten Menschen im Alter von 65 Jahren oder darüber. Die durchschnittliche Haushaltsgröße lag bei 2,75 und die durchschnittliche Familiengröße bei 3,25 Personen.
29,4 Prozent der Bevölkerung war unter 18 Jahre alt, 10,4 Prozent zwischen 18 und 24, 27,4 Prozent zwischen 25 und 44, 20,8 Prozent zwischen 45 und 64 Jahre alt und 12,1 Prozent waren 65 Jahre oder älter. Das Durchschnittsalter betrug 33 Jahre. Auf 100 weibliche kamen statistisch 91,8 männliche Personen und auf 100 Frauen im Alter von 18 Jahren oder darüber kamen 86,5 Männer.

Das durchschnittliche Einkommen eines Haushaltes betrug 26.785 USD, das einer Familie 32.675 USD. Männer hatten ein durchschnittliches Einkommen von 27.359 USD, Frauen 19.088 USD. Das Prokopfeinkommen lag bei 13.075 USD. Etwa 21,2 Prozent der Familien und 25,3 Prozent der Bevölkerung lebten unterhalb der Armutsgrenze.

## Städte und Gemeinden
| Citys - Batesville | Towns - Como - Courtland - Crenshaw1 - Crowder1 - Sardis | Villages - Pope | Unincorporated communitys - Askew - Curtis Station - Glenville - Longtown - Pleasant Grove |

1 – teilweise im Quitman County